# Оффінгавір
Оффінгавір (нід. Offingawier) — селище в нідерландській провінції Фрисландія. Входить до муніципалітету Південно-Західна Фрисландія. Є східним пердмістям його адміністративного центру, міста Снек.
Його площа становить 10,05км², а населення станом на 2021 рік складало 245 осіб.
Перша згадка про населений пункт датується 13-им сторіччям.